# 特氏異鱗石首魚
特氏異鱗石首魚為輻鰭魚綱鱸形目鱸亞目石首魚科的其中一種，分布南美洲巴拉圭河及巴拉那河流域，體長可達39公分，棲息在溪流，屬肉食性。